# Limelight
|  | Aquest article tracta sobre la pel·lícula de 1952. Si cerqueu el tipus de llum d'escenaris, vegeu «Llum de calci». |

Limelight és un llargmetratge de 1952 dirigit, escrit i protagonitzat per Charles Chaplin, basat en una novel·la escrita per ell mateix, inédita fins al 2014. La música va ser composta per Chaplin, amb arranjaments de Ray Rasch.
La pel·lícula és protagonitzada per Chaplin com un còmic acabat que salva a una ballarina suïcida, interpretada per Claire Bloom; altres personatges estan interpretats per Nigel Bruce, Sydney Earl Chaplin, Wheeler Dryden i Norman Lloyd, amb una aparició de Buster Keaton. A les escenes de ball, Bloom és doblada per Melissa Hayden.
Al llançar la pel·lícula, la recepció de la crítica es va dividir; va ser fortament boicotejada als Estats Units i va fallar comercialment. Tot i això, la pel·lícula es va tornar a estrenar als Estats Units el 1972, que va incloure la seva primera projecció a Los Angeles. Aquesta pel·lícula es mostra present a la 45a edició dels premis Oscar on Chaplin va guanyar el seu únic Oscar en competició.

## Argument
La història se situa a Londres durant la Primera Guerra Mundial. Un veterà còmic anomenat Calvero (Charles Chaplin), alcohòlic i en plena decadència, salva una noia quan està a punt de suïcidar-se intoxicada amb gas i l'acull a casa seva. Després de l'accident, la noia sofreix un trastorn psicològic que fa que es cregui paralítica de cintura en avall. El còmic intenta que la jove Thereza torni a caminar i recuperi la seva afició per la dansa. L'esforç de tots dos fa que Terry, com l'anomenen els pocs amics que li queden, triomfi en el ballet uns anys després.
Però Calvero veu que el seu temps ja ha passat: és rebutjat pel públic en el seu retorn als escenaris. En canvi a Thereza no només se li obre la porta de l'èxit professional, sinó que també té fortuna en l'amor, ja que es retroba amb un jove pianista que va conèixer una vegada i amb el qual no va aconseguir fer-hi amistat per timidesa.
Malgrat el retrobament, Terry es dedica amb devoció a qui ho va apostar tot per ella, i deixa de banda el jove pianista. Calvero abandona el seu domicili i talla el contacte amb la seva amiga, per tal que pugui continuar la seva carrera artística.
El qui un dia va ser el còmic vagabund damunt d'un escenari avui es veu convertit en un autèntic rodamón que guanya unes monedes amb un trio de músics en la seva mateixa situació. Una tarda troba casualment el seu vell productor i el pianista pretendent de Terry, els quals, moguts per la llàstima, organitzen una gala benèfica en honor del famós actor d'altres temps. El dia de la representació, Calvero és ovacionat per tot el públic, i, en acabar la seva actuació, mor després de sofrir un desafortunat accident causat per un atac de cor. Però mor feliç en sentir-se estimat novament pel públic. Mentrestant, Thereza interpreta el seu número de ballet, aliena al que passa entre bastidors. Una generació deixa el seu espai sobre l'escenari perquè sigui ocupat per la següent.

## Anàlisi
És l'antepenúltima pel·lícula de Charles Chaplin. L'artista britànic espaiava cada vegada més els seus projectes. Però aquest film està fet a consciència. Chaplin sap mesurar perfectament els temps de la comèdia i el drama. I tot embolcallat amb uns diàlegs tendres i molt elaborats.
Chaplin dona a la pel·lícula uns certs tocs autobiogràfics: Calvero és la representació d'un còmic veterà, cansat, que actua en un temps que ja no és el seu. Això s'accentua encara més en l'escena final on Charles Chaplin interpreta un gag al costat de Buster Keaton, dos dels millors còmics del cinema mut compartint pantalla.
Cal destacar també la banda sonora de la pel·lícula, composta pel mateix Charles Chaplin, que és un dels grans temes de la història del cinema. Per aquesta composició, Chaplin va guanyar, el 1972, l'Oscar a la millor música original 20 anys després de l'estrena de la pel·lícula

## Càsting
- Charlie Chaplin és Calvero
- Claire Bloom és Terry
- Nigel Bruce és Postant
- Buster Keaton és la parella de Calvero
- Sydney Chaplin és Neville
- Norman Lloyd és Bodalink
- Geraldine Chaplin és una xiqueta

## Producció

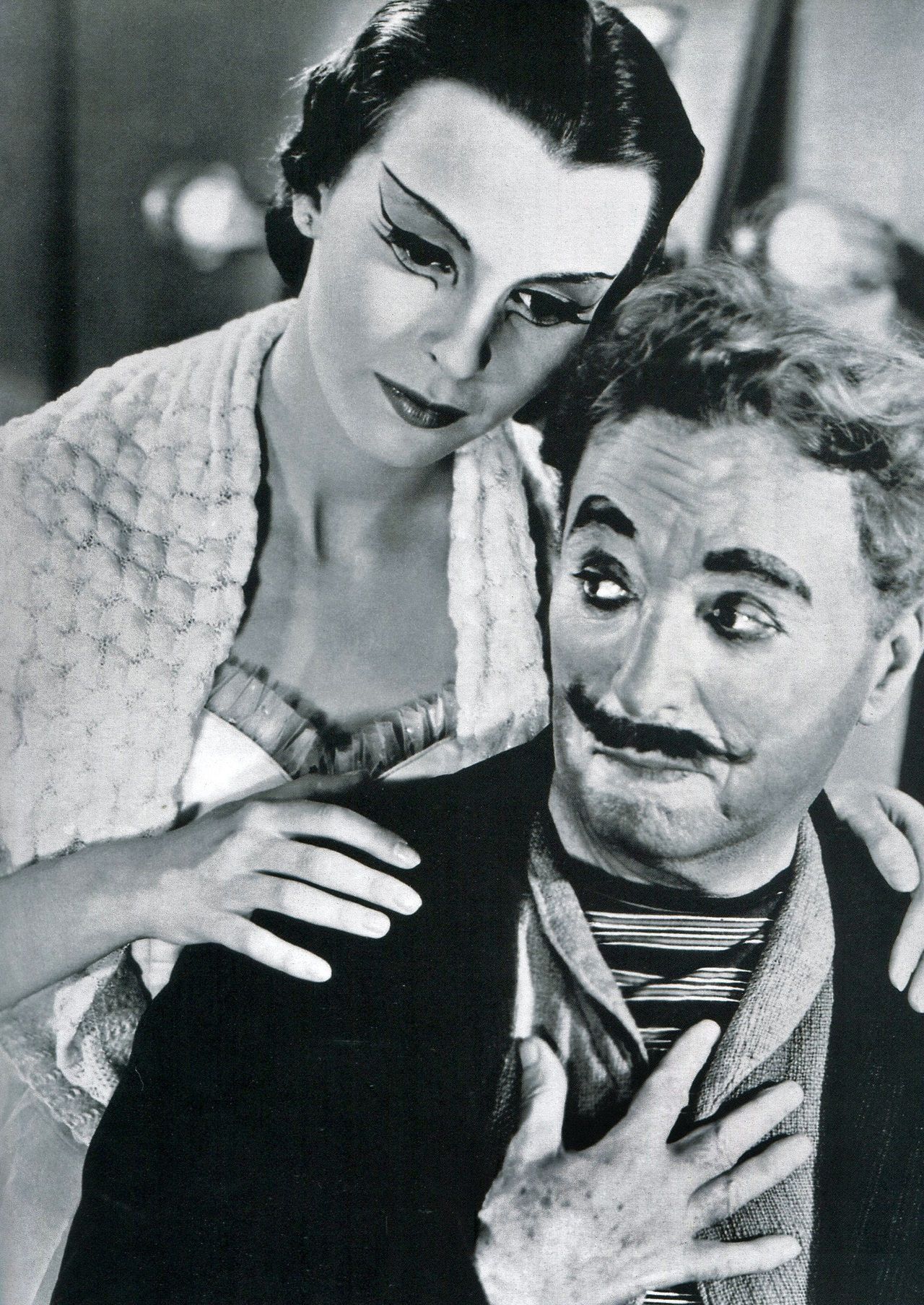
Charlie Chaplin i Claire Bloom a Limelight.

Encara que la pel·lícula està ambientada a Londres, va ser filmada enterament a Hollywood, sobretot en els Estudis Chaplin. El carrer on viu Calvero és un conjunt reparin en els estudis Paramount; les escenes de music-hall van ser filmades a la RKO, i algunes escenes d'exteriors utilitzen material d'arxiu de seguretat de Londres.
Chaplin va dir que esperava que Limelight seria la seva última pel·lícula. Durant el rodatge estava molt content i ple d'energia, fet atribuït a l'alegria de tornar als inicis de la seva carrera en el teatre de varietats. La majoria de les persones que han estudiat la vida de Chaplin suposen que el seu personatge a la pel·lícula es va basar en el seu pare, que també havia perdut el seu públic i s'havia convertit en alcohòlic, cosa que el va conduir a la seva mort el 1901. Tant en la seva autobiografia de 1964, i el seu llibre de 1974, La meva vida en imatges, Chaplin insisteix que Calvero es basa en la vida de l'actor de teatre Frank Tierney.
L'actuació de Charles Chaplin i Buster Keaton en el número musical final és històrica per ser l'única vegada que els dos van actuar junts a la pel·lícula. Chaplin en un primer moment no havia escrit la part de Buster Keaton perquè creia que el paper era massa petit. No va ser fins que es va assabentar que Keaton estava passant per temps difícils que Chaplin va insistir que Keaton fos contractat a la pel·lícula. Cal remarcar, en aquesta escena, la generositat de Chaplin, que atorgà gairebé tot el protagonisme a Keaton.

## Recepció
Mentre estava de gira a Gran Bretanya per promoure la pel·lícula, Chaplin es va assabentar que se li havia negat un visat de retorn als Estats Units a causa de les seves suposades simpaties comunistes, i en molts teatres d'Amèrica es van negar a projectar Limelight. Fora de les sales de cinema en diverses ciutats de la costa oriental, la pel·lícula no va ser vista pel públic al cinema americà. No va ser fins a 1972 que la pel·lícula va ser vista finalment en el llançament americà d'ample i va rebre l'Oscar a la millor partitura original.

## Música
El tema d'aquesta pel·lícula, titulat "Terry's Theme" (escrit per Charles Chaplin), es va convertir en una cançó popular.